# Joan Gardy Artigas
Joan Gardy Artigas, pseudònim de Joan Llorens i Gardy (Boulogne-Billancourt, Illa de França, 18 de juny de 1938), és un escultor i ceramista català, fill de Josep Llorens Artigas. Hi ha obra pública seva a diverses ciutats de França, Espanya, Estats Units, Alemanya i Anglaterra. Durant molts anys fou director de la Fundació Tallers Josep Llorens Artigas de Gallifa, fundada el 1989 en memòria del seu pare amb l'objectiu de proporcionar un lloc de creació per a artistes d'arreu del món, i que actualment dirigeix el seu fill Isao.

## Biografia
Nascut a Boulogne-Billancourt, prop de París, la seva família va instal·lar-se a Ceret quan els alemanys van envair la ciutat durant la Segona Guerra Mundial. Dos anys després s'instal·larien a Catalunya. Va créixer envoltat d'artistes, ja que el seu pare era íntim amic de Joan Miró i de Pablo Picasso. Va viure a Espanya fins al 1958, quan va a marxar a París per estudiar a l'Escola del Louvre. Quan va finalitzar els estudis va obrir el seu propi estudi a la ciutat. Allà treballaria amb artistes com Georges Braque o Marc Chagall.
Va conèixer Giacometti a Montparnasse i hi va mantenir una gran amistat durant la seva estada parisenca.

## Obra

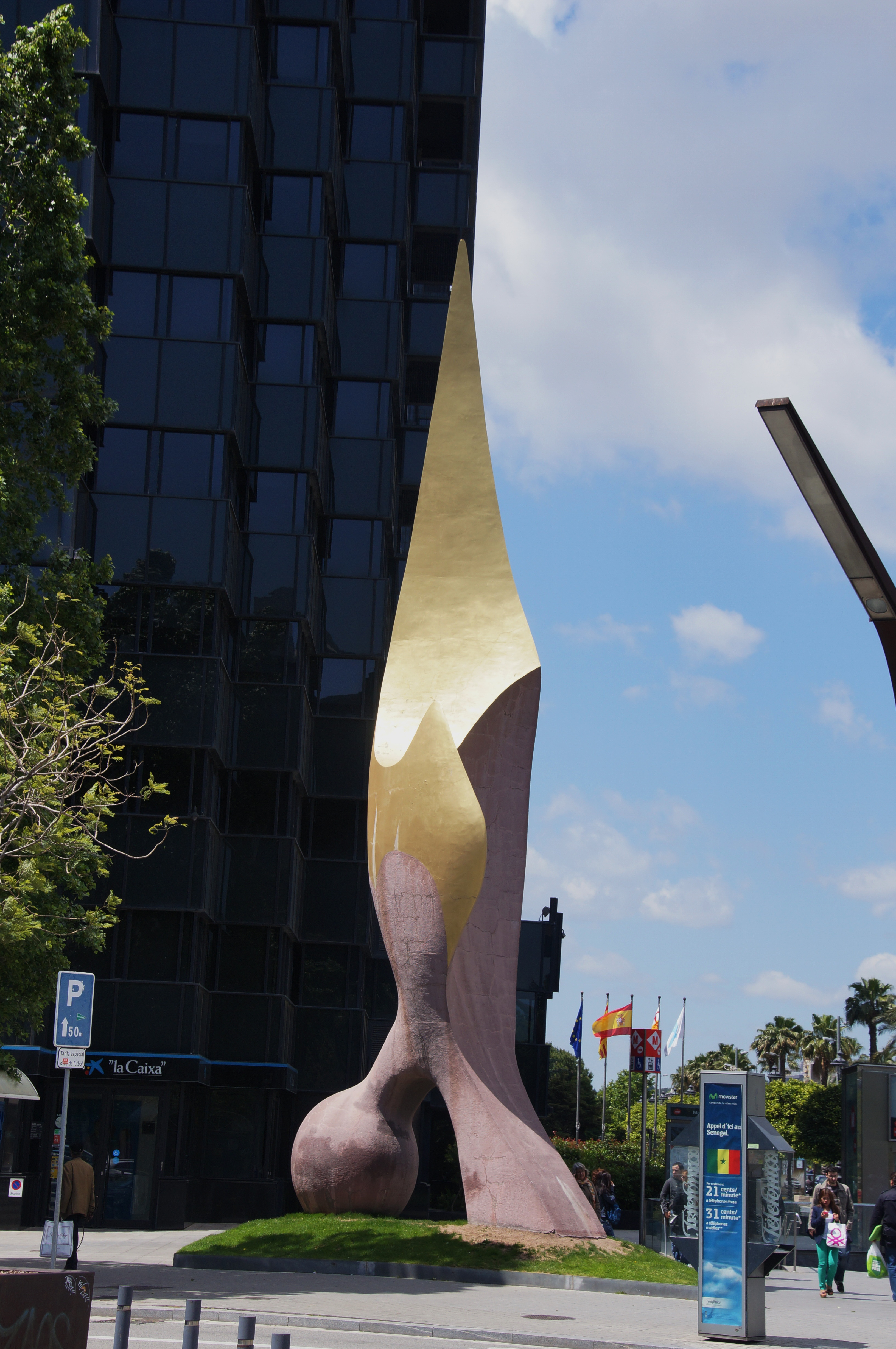
Terra i foc (1983), escultura de Joan Gardy Artigas a l'avinguda Diagonal de Barcelona

Gardy Artigas ha col·laborat amb tots els grans murals realitzats per Joan Miró (Harvard University, UNESCO a París, Aeroport de Barcelona, Kunsthaus de Zúric…), i en diverses de les seves escultures, com Dona i Ocell.
Seva és l'escultura Terra i foc, de més de 15 metres d'alçària, situada a l'avinguda Diagonal de Barcelona enfront de la seu central de La Caixa, que li va fer l'encàrrec cap als anys vuitanta. També es pot veure una obra monumental seva a l'àrea de descans del punt quilomètric 67,7 de l'autopista AP-7 Nord a la comarca del Gironès.

## Exposicions rellevants
Com a escultor, ha exposat les seves creacions a diversos espais de renom, com la Galeria Maeght, la Galeria Theo de Madrid, el Meadows Museum de Dallas, o l'Spanish Institute de Nova York, entre d'altres.

## Curiositat
Durant una exposició d'Antoni Tàpies a la Martha Jackson Gallery de Nova York, Gardy Artigas va tallar el bigoti a Salvador Dalí sense el seu consentiment, fent un tipus d'acció surrealista. Dalí, sorprès i amb tot de públic esperant la seva reacció, va explicar que també tenia un testicle més llarg que l'altre i que amb el nou bigoti podria agafar ones còsmiques.